# Stanko Flego
Stanko Flego, italijanski ljubiteljski arheolog slovenskega rodu, * 8. julij 1947, Trst.

## Življenje in delo
Osnovno šolo je obiskoval v Škednju, srednjo šolo pa v Trstu, kjer je leta 1966 tudi maturiral. Služboval je v različnih tržaških ustanovah. Leta 1974 se je kot vodja administracije zaposlil v tržaški Družbi pristaniških delavcev (Compagnia Unica Lavoratori Portuali). Vzporedno s poklicnim delom pa se je še ljubiteljsko ukvarjal z arheologijo. Svojo raziskovalno delo je osredotočil na Trst in njegovo slovensko zaledje. Flego deluje predvsem kot sistematični arheološki topograf na ozemlju, ki ga jezikovno, geografsko in pripadnostjo obvladuje ter njegovo arheološko podobo pomembno dopolnjuje s podatki in spoznanji, ki jih enosmerna italijanska stroka ne zmore in želi zapisati. Njegovo temeljno delo je Arheološka topografija občine Dolina.(COBISS) Delo, ki je podroben arheološki pregled tržaške občine Dolina, je nastalo v soavtorstvu z Matejem Župančičem. Rezultate svojega dela je večkrat objavljal kot časopisne članke v Primorskem dnevniku ali kot razprave v Jadranskem koledarju,  Arheološkem vestniku in Zborniku goriškega muzeja. V soavtorstvu z Lidijo Rupel je izdal še Prazgodovinska gradišča tržaške pokrajine (COBISS) in Prispevek k poznavanju arheoloških najdišč v bregu med Sesljanom in Grljanom. (COBISS) Njegova bibliografija obsega 27 zapisov.
Član je Slovenskega zamejskega numizmatičnega društva J. V. Valvasorja, kjer ima v odboru dolžnosti blagajnika.